# Edílson Capetinha
Edílson da Silva Ferreira, mais conhecido como Edílson Capetinha ou apenas Edílson (Salvador, 17 de setembro de 1970), é um ex-futebolista brasileiro que atuava como atacante. 
Na vitoriosa carreira, o "Capetinha", assim apelidado após sua passagem pelo Palmeiras, colecionou vários títulos: o tricampeonato Paulista, o Campeonato Carioca, o Torneio Rio-São Paulo, o Campeonato Brasileiro, o Mundial de Clubes da FIFA, o Campeonato Baiano e a Copa do Mundo de 2002.

## Carreira

### Início
Iniciou sua carreira profissional atuando pelo Industrial-ES de Linhares em 1987, acompanhando seu irmão mais velho. O time era amador e disputou apenas um campeonato, sendo extinto logo em seguida.

### Tanabi e Guarani
Depois foi para o Tanabi, no interior paulista, quando um olheiro do Guarani o viu jogar e o levou para o clube campineiro, onde se profissionalizou. O técnico era Fito Neves, que lhe conheceu na Bahia e o apoiou bastante, colocando-o no time titular logo na primeira partida do Campeonato Paulista de 1992, contra a Portuguesa do craque Dener. 

### Palmeiras
Em 1993, o Palmeiras, patrocinado pela companhia italiana Parmalat, o contratou. E nesse time ele obteve grande destaque nacional, sendo bicampeão Paulista, do Rio-São Paulo e do Campeonato Brasileiro. Segundo o próprio jogador, pelo clube alviverde ele marcou o gol mais bonito de sua carreira, num jogo contra o Corinthians. 

### Benfica e Kashiwa Reysol
Transferiu-se ao exterior, defendendo o Benfica, de Portugal, entre 1994 e 95, e o Kashiwa Reysol, do Japão, entre 1996 e 97. 

### Corinthians
Ainda em 1997, voltou ao Brasil para defender o Corinthians. O atacante brilhou no Brasileirão do ano seguinte, conquistando o segundo titulo nacional para o Timão. Foi eleito o melhor jogador da competição. Em 1999 conquistou o Campeonato Paulista, onde proporcionou uma verdadeira batalha dentro de campo após parar a bola e fazer embaixadinhas na frente dos palmeirenses. Conquistou o Brasileiro de 99 sendo um dos principais jogadores do elenco, formando um ataque excepcional junto com Luizão (que conhecia dos tempos do Guarani) e Marcelinho Carioca. Em 2000 veio a conquista do Mundial de Clubes, na qual Edílson fez um jogo memorável contra o Real Madrid: marcou dois gols, um deles colocando a bola entre as pernas do zagueiro Karembeu e chutando forte. A partida terminou em 2 a 2. Na final, o Corinthians venceu o Vasco da Gama nos pênaltis. Com a eliminação do Corinthians na Libertadores de 2000, novamente pelo rival Palmeiras, o jogador acabou deixando o clube numa saída turbulenta.

### Outros clubes
Também vestiu as camisas de Flamengo, Cruzeiro, Vitória, Al Ain e São Caetano.
Perto do fim de sua carreira, chegou a jogar no Vasco da Gama, Nagoya Grampus, e novamente no Vitória.

### Bahia e aposentadoria
No dia 31 de dezembro de 2009, aos 39 anos, anunciou sua volta aos gramados dois anos depois de ter se aposentado. Aceitou uma proposta do Bahia para a temporada de 2010, na qual ficou até a final do Campeonato Baiano. Ao final da competição, aposentou-se.
Em janeiro de 2016, novamente interrompeu a aposentadoria e voltou aos gramados, atuando com a camisa do Taboão da Serra, assinando contrato de um ano com a nova equipe, disputando a quarta divisão do Campeonato Paulista, tendo função dentro e fora de campo.

## Vida pessoal
Depois de encerrar a carreira de futebolista, Edílson continuou trabalhando com futebol e com entretenimento, tendo uma banda e um estúdio. A empresa de Edílson chama-se ED Dez Eventos Promoções Produções Artísticas e fica em Salvador.
Em 2013 participou do reality show Dança dos Famosos, do Domingão do Faustão. No dia 10 de outubro de 2019, assinou contrato com a Band e tornou-se o novo comentarista do programa Os Donos da Bola.
Em 23 de outubro de 2020, ele discute rispidamente ao vivo com o comentarista Velloso. No início de 2021, Edílson é retirado do programa e vai para o Jogo Aberto. Em seu lugar, a emissora contrata o ex-meia do São Paulo, Souza. Em 20 de outubro, é anunciada a sua saída da emissora.
No dia 6 de dezembro de 2021, Edílson chegou a ter sua contratação anunciada pela Jovem Pan, mas não estreou.
Em 01 de julho de 2022, ele assinou com a RedeTV! para integrar a equipe do Galera Esporte Clube, programa exibido nas noites de segunda, tendo sua estreia ocorrendo no dia 04. Em março de 2023, durante uma reformulação da grade promovida pela emissora, a exibição da atração foi cancelada e em 14 de julho, ele foi demitido da casa.
Em 8 de maio de 2023, o ex-jogador fez sua estreia na rádio Transcontinental FM como apresentador do programa Samba Gol.

## Títulos
Palmeiras
- Campeonato Brasileiro: 1993
- Torneio Rio-São Paulo: 1993
- Campeonato Paulista: 1993,[16] 1994

Corinthians
- Copa do Mundo de Clubes da FIFA: 2000
- Campeonato Brasileiro: 1998, 1999
- Campeonato Paulista: 1999

Flamengo
- Copa dos Campeões: 2001
- Campeonato Carioca: 2001
- Taça Guanabara: 2001

Cruzeiro
- Copa Sul-Minas: 2002

Vitória
- Campeonato Baiano: 2004

Al-Ain
- UAE President Cup: 2005

Seleção Brasileira
- Copa do Mundo FIFA: 2002
- Copa Umbro: 1995

### Prêmios individuais
Corinthians
- Bola de Ouro - Revista Placar: 1998
- Bola de Prata - Revista Placar: 1998
- Bola de Ouro do Mundial de Clubes da FIFA: 2000

Flamengo
- Melhor jogador do Campeonato Carioca: 2001

### Artilharias
Palmeiras
- Taça Reggiana: 1993 (3 gols)

Flamengo
- Campeonato Carioca: 2001 (12 gols)
- Taça Desafio 50 anos da Petrobras: 2003 (1 gol)